# Shire of Mukinbudin
Shire of Mukinbudin is een lokaal bestuursgebied (LGA) in de regio Wheatbelt in West-Australië. Shire of Mukinbudin telde 579 inwoners in 2021. De hoofdplaats is Mukinbudin.

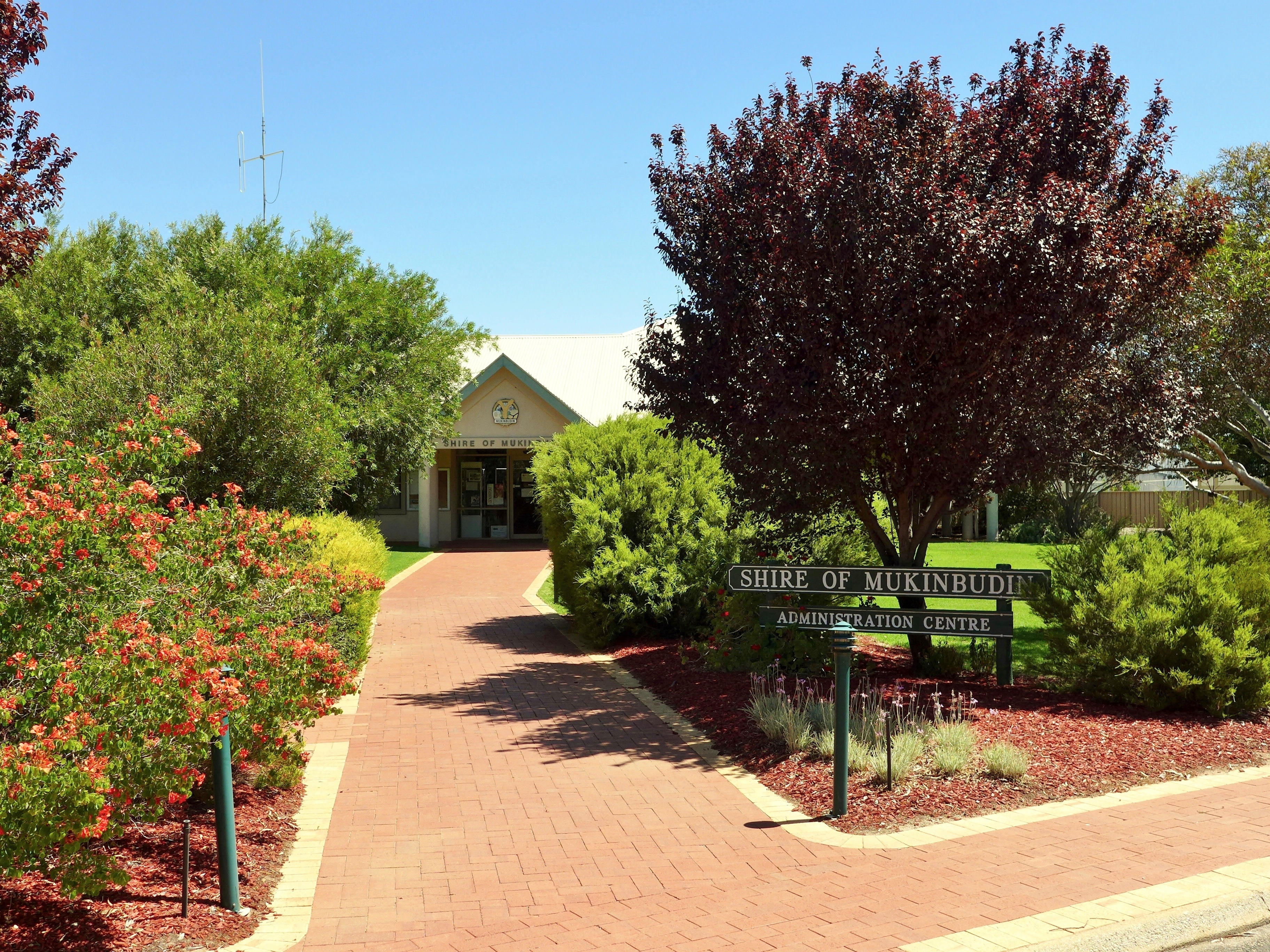
kantoren Shire of Mukinbudin

## Geschiedenis
Op 1 september 1933 werd het Mukinbudin Road District opgericht. Ten gevolgde de 'Local Government Act' van 1960 veranderde het district van naam en werd op 1 juli 1961 de Shire of Mukinbudin.

## Beschrijving
Shire of Mukinbudin is een landbouwdistrict in de regio Wheatbelt. Het is 3.437 km² groot en ligt ongeveer 300 kilometer ten oosten van de West-Australische hoofdstad Perth. Er ligt ongeveer 200 kilometer verharde en 730 kilometer onverharde weg. Shire of Victoria Plains telde 579 inwoners in 2021 en had 22 werknemers in dienst in 2018. De hoofdplaats is Mukinbudin. Daar zijn de kantoren van het districtsbestuur, een districtsschool, geneeskundig centrum, 'Community Resource Centre' (CRC), olympisch zwembad, bibliotheek, gemeenschapszaal en verscheidene sportfaciliteiten.

## Plaatsen, dorpen en lokaliteiten
- Mukinbudin
- Barbalin
- Bonnie Rock
- Dandanning
- Elachbutting Rock
- Lake Brown
- Wattoning
- Wilgoyne

## Bevolkingsevolutie
| Jaar | Bevolkingsaantal |
| ---- | ---------------- |
| 1933 | 350              |
| 1947 | 470              |
| 1954 | 589              |
| 1961 | 707              |
| 1966 | 869              |
| 1971 | 872              |
| 1976 | 995              |
| 1981 | 884              |
| 1986 | 855              |
| 1991 | 678              |
| 1996 | 691              |
| 2001 | 648              |
| 2006 | 575              |
| 2011 | 490              |
| 2016 | 555              |
| 2021 | 579              |